# Rosa kokijrimensis
Rosa kokijrimensis — вид рослин з родини трояндових (Rosaceae).

## Опис
Кущ до 1.5 метра заввишки. Гілки й гілочки вкриті прямими, 0.7–1.3 см завдовжки, парними, до основи сплюснено-розширеними шипами.

## Поширення
Вид зростає в Киргизстані.
Описаний із гір Тянь-Шаня.